# The Girl from Nowhere (film 1921)
The Girl from Nowhere è un film muto del 1921 diretto da George Archainbaud. Sceneggiato da Sarah Y. Mason su un soggetto di Bradley King, il film fu prodotto dalla Selznick Pictures Corporation di Lewis J. Selznick. Di genere drammatico, aveva come interpreti Elaine Hammerstein, William B. Davidson, Huntley Gordon, Louise Prussing, Colin Campbell, Al Stewart, Warren Cook, Vera Conroy.

## Trama

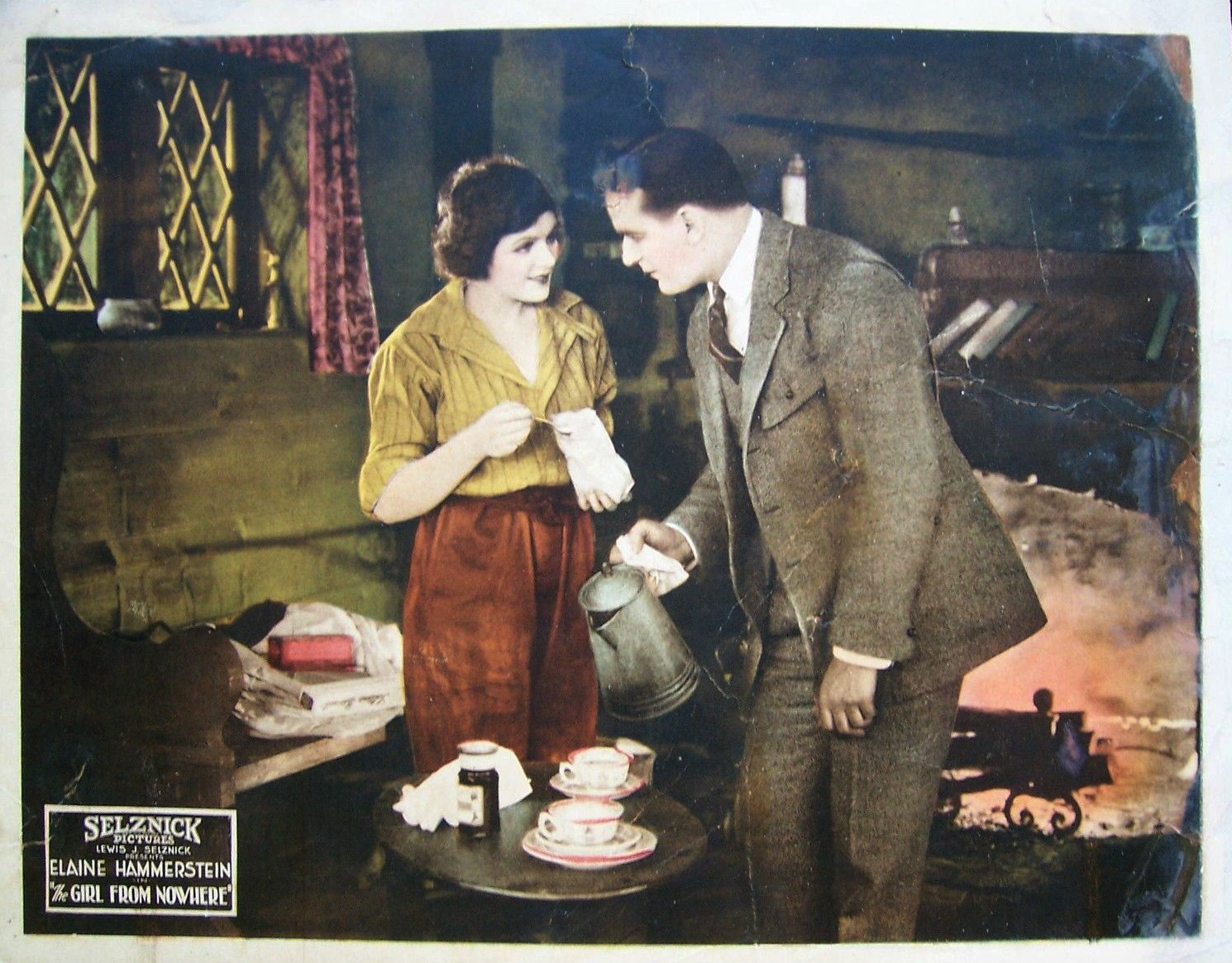
Elaine Hammerstein e William B. Davidson

Mavis sfida il nonno, il giudice Cole, scappando di casa con Herbert Whitman. Whitman, uomo con una buona posizione sociale, dimostra però di avere un carattere debole: dopo averle dato una collana rubata, quando viene sospettato del furto, cerca di dirottare i sospetti su di lei e di farla arrestare. Mavis cerca allora rifugio dal giovane Jimmy Ryder e, quando lei dichiara di esser la signora Ryder, lui si mostra disposto a legalizzare la loro unione. La loro relazione si trasforma presto in amore. Nel frattempo, Whitman convince La Marche, un ex detenuto, a rubare un gioiello di sua sorella Dorothy. Catturato da Jimmy, La Marche dapprima non vuole confessare ma, quando Dorothy accusa del furto Mavis, racconta come sono andate effettivamente le cose, accusando Whitman che, alla fine, trova la sua giusta punizione.

## Produzione
Il film fu prodotto dalla Selznick Pictures Corporation.

## Distribuzione
Il copyright del film, richiesto dalla Selznick Pictures, fu registrato il 1º giugno 1921 con il numero LP16634.
Distribuito dalla Select Pictures Corporation e presentato da Lewis J. Selznick, il film uscì nelle sale statunitensi nel giugno 1921.
Non si conoscono copie ancora esistenti della pellicola che viene considerata presumibilmente perduta.